# Venčeslav Kaučič
Venčeslav Kaučič, slovenski inženir kemije, * 28. september 1950, Veliki Brebrovnik.
Kaučič je leta 1973 diplomiral in 1977 doktoriral na ljubljanski fakulteti za kemijo in kemijsko tehnologijo, kjer je bil od 1973 do 1984 tudi zaposlen. Leta 1992 je postal redni profesor na katedri za anorgansko kemijsko tehnologijo in materiale. Med drugim je delal kot vodja laboratorija na Kemijskem inštitutu v Ljubljani, kjer se je zaposlil leta 1985. Sam ali z drugimi je objavil več znanstvenih člankov v mednarodnih strokovnih revijah. Deluje pa tudi v številnih mednarodnih strokovnih združenjih. Leta 1996 je postal predsednik Slovenskega kemijskega društva do 2017, ko je bil imenovan za častnega predsednika. Leta 2014 je postal tudi zaslužni raziskovalec Kemijskega inštituta.